# Erysimum lagascae
Erysimum lagascae é uma espécie de planta com flor pertencente à família Brassicaceae. 
A autoridade científica da espécie é Rivas Goday & Bellot, tendo sido publicada em Boletin de la Real Sociedad Espanola de Historia Natural, Actas 40: 69. 1942.

## Portugal
Trata-se de uma espécie presente no território português, nomeadamente em Portugal Continental.
Em termos de naturalidade é endémica da Península Ibérica.

## Protecção
Não se encontra protegida por legislação portuguesa ou da Comunidade Europeia.